# 青城镇 (青神县)
青城镇，是中华人民共和国四川省眉山市青神县曾经下辖的一个镇。2019年12月，撤销青城镇，将其所属行政区域划归青竹街道管辖。

## 行政区划
青城镇撤销前下辖以下地区：
凤阳社区、文林社区、花园社区、建华社区、城东社区、游滩村、五更桥村、柳溪村、王坝村和盐关村。